# Resources Global Professionals
Resources Global Professionals (NASDAQ: RECN)is een internationale organisatie die opereert op het gebied van interim-management en consultancy. Resources ondersteunt haar opdrachtgevers bij het omzetten van hun strategie naar business initiatieven. Het bedrijf is wereldwijd werkzaam in 19 landen vanaf ruim 80 locaties met het internationale hoofdkantoor gevestigd in Irvine, Californië.

## Bedrijfsinformatie
Resources Global Professionals is in 1996 opgericht als onderdeel van Deloitte & Touche, een organisatie behorend tot de grote vier accountantskantoren. Sinds 2000 staat Resources Global Professionals (hierna: Resources) aan de NASDAQ genoteerd als zelfstandige onderneming, onder de naam RECN. Vanaf 2001 staat Resources op de Forbes Best Small 200 Companies List.
Ze leveren ervaren managers die als interim aan de slag gaan binnen verschillende domeinen: Finance & Control, Project- & Programmamanagement, Procesoptimalisatie en Governance, Risk & Compliance.

## Resources in Nederland
In Nederland werd het bedrijf pas werkzaam vanaf juli 2003, na de overname van Ernst & Young Interimmanagement en Ernst & Young Interim Financials. In januari 2005 wijzigde het bedrijf de naam van Resources Connection naar Resources Global Professionals. Het hoofdkantoor van Resources Nederland is gevestigd op bedrijventerrein Papendorp bij Utrecht.
Per 1 januari 2008 werd actuariële dienstverlener Domenica geacquireerd, in januari 2009 volgde adviesbureau Limbus. Verder heeft Resources in Nederland een band met ruim 1200 zelfstandige interim-managers en zijn er meer dan 90 Project Consultants in vaste dienst.